# 유동우
유동우(柳東雨, 1968년 3월 7일~)는 대한민국의 축구 선수, 지도자로 선수 시절 수비수로 활동했다. 현재 사이버한국외국어대학교 축구부 감독을 맡고 있다.

## 개인사
형인 유동관을 포함하여 5형제 모두 축구 선수로 활동했다.